# Wróblewo-Osiedle
Wróblewo-Osiedle – osada w Polsce położona w województwie mazowieckim, w powiecie płońskim, w gminie Naruszewo.
Miejscowość wchodzi w skład sołectwa Troski.